# Judô nos Jogos Olímpicos de Verão da Juventude de 2014 - -63 kg moças
A competição de 'judô' até 63 kg feminina nos Jogos Olímpicos de Verão da Juventude de 2014 foi disputada a 18 de Agostode 2014 Ginásio de Longjiang em Nanquim, China. A hungara Szabina Gercsak conquistou Ouro, a romena Stefania Dobre foi Prata e o Bronze foi repartido entre a alemã Jennifer Schwille e a austríaca Michaela Polleres.

## Medalhistas
| Ouro   | HUN Szabina Gercsak                         |
| Prata  | ROU Stefania Dobre                          |
| Bronze | GER Jennifer Schwille AUT Michaela Polleres |

## Resultados das finais

### Finais
|  | Semifinais           | Semifinais         |       |  | Final               | Final |  |
|  |                      |                    |       |  |                     |       |  |
|  |                      |                    |       |  |                     |       |  |
|  | CAN Jessica Klimkait | 010S1              |       |  |                     |       |  |
|  | ROU Stefania Dobre   | 100S1              |       |  |                     |       |  |
|  |                      |                    |       |  |                     |       |  |
|  |                      |                    |       |  |                     |       |  |
|  |                      |                    |       |  | HUN Szabina Gercsak | 102   |  |
|  |                      | ROU Stefania Dobre | 000S3 |  |                     |       |  |
|  |                      |                    |       |  |                     |       |  |
|  |                      |                    |       |  |                     |       |  |
|  |                      |                    |       |  |                     |       |  |
|  |                      |                    |       |  |                     |       |  |
|  | HUN Szabina Gercsak  | 100                |       |  |                     |       |  |
|  | NED Lisa Mullenberg  | 000                |       |  |                     |       |  |

### Disputa pelo Bronze
Nota 1: Participam na luta pelo Bronze os derrotados das semifinais (ver acima) e os vencedores da repescagem das semifinas (ver abaixo).
Nota 2: Não é possível estabelecer um "emparelhamento" devido, dada a natureza da competição.
|  | Semifinais Repescagem | Semifinais Repescagem |     |                       | Disputas pelo Bronze  | Disputas pelo Bronze |  |
|  |                       |                       |     |                       |                       |                      |  |
|  |                       |                       |     |                       |                       |                      |  |
|  | MNE Ivana Sunjevic    | 000                   |     |                       |                       |                      |  |
|  | CAN Jennifer Schwille | 011S2                 |     |                       |                       |                      |  |
|  |                       |                       |     |                       |                       |                      |  |
|  |                       |                       |     |                       | Bronze 1              |                      |  |
|  |                       |                       |     |                       | GER Jennifer Schwille | 100                  |  |
|  |                       | NED Lisa Mullenberg   | 000 |                       |                       |                      |  |
|  |                       |                       |     |                       |                       |                      |  |
|  |                       |                       |     |                       |                       |                      |  |
|  |                       |                       |     |                       | Bronze 2              |                      |  |
|  |                       |                       |     |                       |                       |                      |  |
|  | AUT Michaela Polleres | 011S1                 |     | AUT Michaela Polleres | 000S2                 |                      |  |
|  | COL Brigitte Carabali | 000S1                 |     |                       | CAN Jessica Klimkait  | 000S3                |  |